# بوردنگشکی
بوردنگشکی (به لهستانی:  Burdyniszki) یک روستا در لهستان است که در گمینا سوواوکی واقع شده‌است.